# Agrypon celastrinae
Agrypon celastrinae är en stekelart som beskrevs av Tohru Uchida 1954. Agrypon celastrinae ingår i släktet Agrypon och familjen brokparasitsteklar. Inga underarter finns listade i Catalogue of Life.